# Туймазинский завод автобетоновозов
Туймазинский завод автобетоновозов (ТЗА) — крупнейшее машиностроительное предприятие Башкортостана в городе Туймазы по проектированию и производству спецтехники для строительной, сельскохозяйственной и нефтегазодобывающей отраслей. Продукция предприятия награждена серебряной медалью ВДНХ СССР (1981). Лауреат конкурса «100 лучших товаров России» (2007).

## Продукция
Проектирует и производит автобетоносмесители, автобетононасосы, стационарные бетононасосы, пожарные пеноподъёмники, прицепную технику и металлоконструкции (трансформаторные баки) для электротехнической промышленности. На рынке самосвальных прицепов доля предприятия составляет ориентировочно 60 %.
В 1977 году выпущен первый бетоновоз СБ‑113. В 1999 году освоен выпуск стационарного бетононасоса с электроприводом, в 2000 году — с гидроприводом.
В 1994 году выпущено 492 единицы бетонотранспортной техники. В 2009 году произведено 160 автобетоносмесителей, два автобетононасоса, четыре бетононасоса, три пеноподъёмника и семь круговых бетонораздатчиков.
К 2010 году произведено всего 30,7 тыс. автобетоносмесителей, 1,8 тыс. автобетононасосов, 2,8 тыс. авторастворовозов.

## История
В 1973 году Министерством строительного, дорожного и коммунального машиностроения СССР принято решение о строительстве завода в городе Туймазы Башкирской АССР. Основан в 1976 году как Туймазинский опытно-экспериментальный завод строительных машин. В 1980 году введён в эксплуатацию как Туймазинский завод автобетоновозов. Объекты завода построены трестом «Туймазынефтестрой».
С 1990 года — акционерное предприятие, с 1994 года — современный статус.
В 2021 году начато создание индустриального парка «Туймазинский» на базе предприятия, планы создания которого обсуждались ранее. Также начато создание технопарка «Мастер», которому предприятие продаст свои здания.

### Сотрудники
В 1994 году работало 1843 человека, в 2009 году — 1661 человек, в 2018 году — 658 человек, в 2019 году — 633 человека, в 2020 году — 636 человек.

## Собственники и руководство
Ранее входил в концерн «Стройдормаш». С 2004 года — в составе ПАО «КАМАЗ» (входит в госкорпорацию «Ростех»).
На 2006 год, 51,7793 % акций принадлежали ПАО «КАМАЗ», 10 % — Министерству земельных и имущественных отношений Республики Башкортостан.
На 2015 и 2017 годы, 51,78 % акций принадлежали ПАО «КАМАЗ», 10 % — АО «Региональный фонд» Республики Башкортостан, 24,39 % — офшору Sanrio corporate Limited и 6,5 % — Malvem Holding Limited Британских Виргинских островов.
На 2021 год, 51,77 % акций принадлежит ПАО «КАМАЗ», 25,93% акций — кипрскому офшору Photenalo Limited.
Ранее предприятие имело дочернее общество ООО «Автобетоновоз» (АБВ).

### Руководство
- 1980–1994 — директор Пётр Федотович Иванов.
- 1994–2011 — генеральный директор Валерий Иванович Хазов.
- 2011–2013 — генеральный директор Николай Петрович Плотников.
- 2013–2015 — генеральный директор Замир Амирович Гарипов.
- 2015–2017 — генеральный директор Вилсор Рафгатович Халиуллин.
- 2017–2019 — генеральный директор Владимир Александрович Курганов.
- 2019–2022 — генеральный директор Сергей Викторович Кленько.
- 2022 — настоящее время — генеральный директор Фидан Салаватович Арысланов.